# Tuperssuatsiait
Tuperssuatsiait (IMA-Symbol Tup) ist ein selten vorkommendes Mineral aus der Mineralklasse der „Silikate und Germanate“ mit der chemischen Zusammensetzung Na2(Fe3+,Mn2+)3Si8O20(OH)2·4H2O und damit chemisch gesehen ein wasserhaltiges Natrium-Eisen-Silikat mit zusätzlichen Hydroxidionen. Zudem ist bei natürlichen Tuperssuatsiaiten überwiegend ein geringer Anteil des Eisens durch Mangan vertreten (Substitution, Diadochie), wobei beide Anteile gemeinsam jedoch immer im selben Mengenverhältnis zu den anderen Bestandteilen des Minerals stehen.
Tuperssuatsiait kristallisiert im monoklinen Kristallsystem und gehört strukturell zu den Schichtsilikaten. Das Mineral entwickelt meist nadelige bis klingenförmige Kristalle, die nach der c-Achse [001] gestreckt sind und bis etwa zwei Zentimeter lang werden können. Die Oberflächen der durchsichtigen Kristalle weisen einen glas- bis fast metallähnlichen Glanz auf. Typischerweise findet sich Tuperssuatsiait allerdings in eher durchscheinend wirkenden und radialstrahligen bis kugelförmigen, feinfaserigen Mineral-Aggregaten mit seidig schimmernden bis matten Oberflächen.
In reiner Form ist Tuperssuatsiait farblos. Durch Fremdbeimengungen nimmt er jedoch meist eine braungelbe bis braunrote oder goldgelbe bis orangegelbe Farbe an. Selten wurden auch blaugrüne Tuperssuatsiaite gefunden.

## Etymologie und Geschichte
Entdeckt wurde Tuperssuatsiait erstmals in einer Bucht am Küstenabschnitt Tupersuatsiaat (nach alter Rechtschreibung Tuperssuatsiait; deutsche Übersetzung: ziemlich große Zelte), genauer in den Pegmatiten des dort entlang streichenden „Ilimmaasaq-Komplexes“ (auch Ilimaussaq-Komplex oder englisch Ilímaussaq complex) an der Südküste des Fjords Tunulliarfik 12 km westlich von Narsaq im Süden Grönlands. Die Analyse und Erstbeschreibung erfolgte durch Sven Karup-Møller (* 1936) und Ole Valdemar Petersen (1939–2020), die das Mineral nach dessen Typlokalität benannten.
Karup-Møller und Petersen reichten ihre Untersuchungsergebnisse und den gewählten Namen 1984 zur Prüfung bei der International Mineralogical Association ein (interne Eingangs-Nr. der IMA: 1984-002), die den Tuperssuatsiait als eigenständige Mineralart anerkannte. Die Publikation der Erstbeschreibung folgte noch im gleichen Jahr in den Monatsheften des Fachmagazins Neues Jahrbuch für Mineralogie. Die Anerkennung wurde 1985 bei der Publikation der New Mineral Names im Fachmagazin American Mineralogist nochmals bestätigt.
Das Typmaterial des Minerals wird in der Mineralogischen Sammlung der Universität Kopenhagen in Dänemark sowie im National Museum of Natural History in Washington, D.C. in den USA unter der Sammlungs-Nr. 162402 aufbewahrt.

## Klassifikation
Da der Tuperssuatsiait erst 1984 als eigenständiges Mineral anerkannt wurde, ist er in der seit 1977 veralteten 8. Auflage der Mineralsystematik nach Strunz noch nicht verzeichnet.
In der zuletzt 2018 überarbeiteten Lapis-Systematik nach Stefan Weiß, die formal auf der alten Systematik von Karl Hugo Strunz in der 8. Auflage basiert, erhielt das Mineral die System- und Mineralnummer VIII/H.33-010. Dies entspricht der Klasse der „Silikate“ und dort der Abteilung „Schichtsilikate“, wo Tuperssuatsiait zusammen mit Falcondoit, Ferrisepiolith, Kalifersit, Loughlinit, Palygorskit, Sepiolith, Windhoekit und Yofortierit eine unbenannte Gruppe mit der Systemnummer VIII/H.33 bildet.
Die von der International Mineralogical Association (IMA) zuletzt 2009 aktualisierte 9. Auflage der Strunz’schen Mineralsystematik ordnet den Tuperssuatsiait in die Klasse der „Silikate und Germanate“ und dort in die Abteilung „Schichtsilikate (Phyllosilikate)“ ein. Hier ist das Mineral in der Unterabteilung „Einfache tetraedrische Netze aus 6-gliedrigen Ringen, verbunden über oktaedrische Netze oder Bänder“ zu finden, wo es zusammen mit Palygorskit und Yofortierit die „Palygorskitgruppe“ mit der Systemnummer 9.EE.20 bildet.
In der vorwiegend im englischen Sprachraum gebräuchlichen Systematik der Minerale nach Dana hat Tuperssuatsiait die System- und Mineralnummer 74.03.01a.02. Das entspricht der Klasse der „Silikate“ und dort der Abteilung „Schichtsilikate: modulierte Lagen“. Hier findet er sich innerhalb der Unterabteilung „Schichtsilikate: modulierte Lagen mit verbundenen Streifen“ in der „Palygorskit-Sepiolithgruppe (Palygorskit-Untergruppe)“, in der auch Palygorskit, Yofortierit und Kalifersit eingeordnet sind.

## Kristallstruktur
Tuperssuatsiait kristallisiert in der monoklinen Raumgruppe C2/m (Raumgruppen-Nr. 12) mit den Gitterparametern a = 13,73 Å; b = 18,00 Å; c = 4,83 Å und β = 104,3° sowie zwei Formeleinheiten pro Elementarzelle.

## Modifikationen und Varietäten
Ein ursprünglich als Ferripalygorskit beschriebenes Mineral stellte sich bei späteren Untersuchungen als Varietät von Tuperssuatsiait heraus.

## Bildung und Fundorte

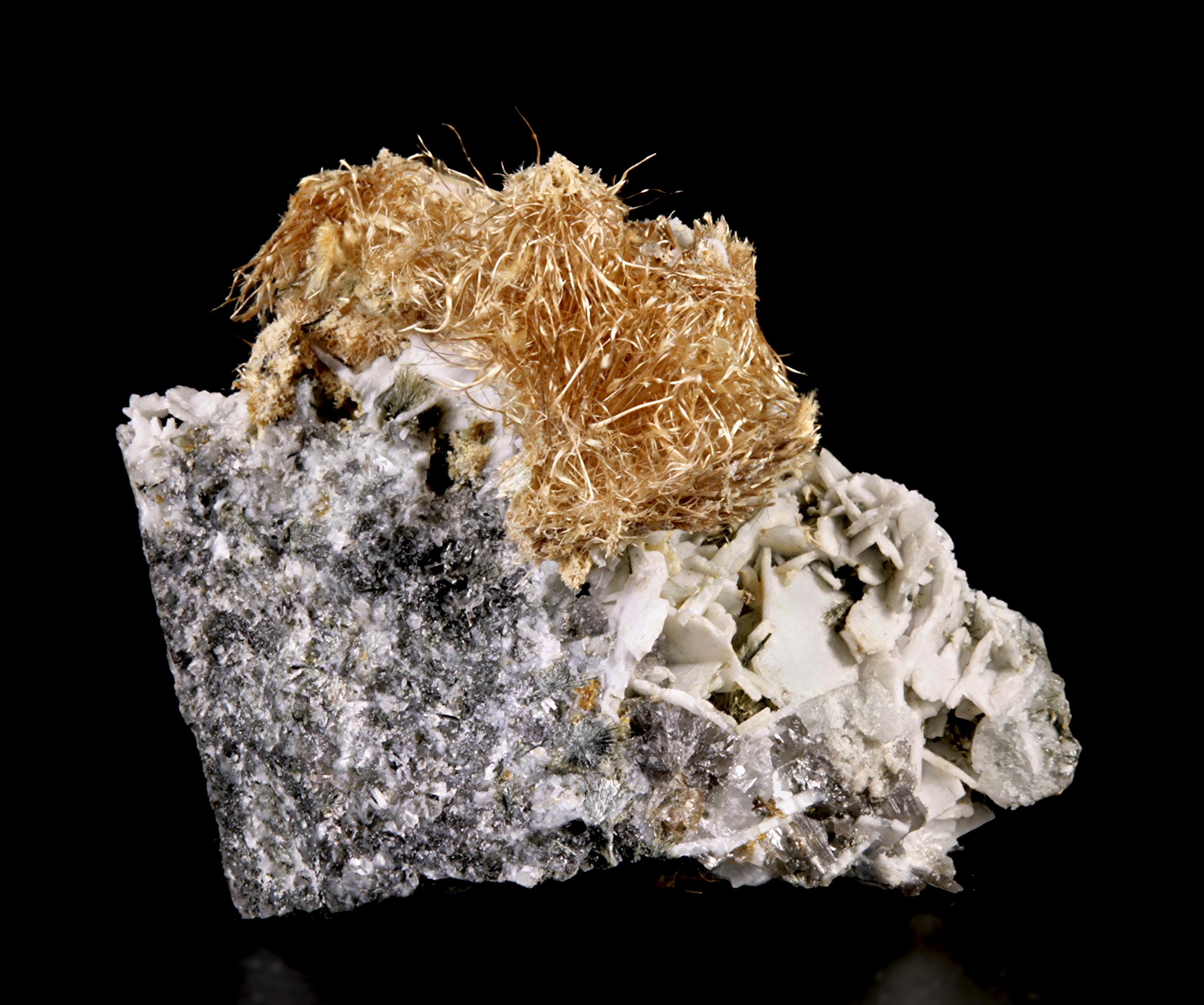
Goldgelber, haarförmiger Tuperssuatsiait aus dem Steinbruch Demix-Varennes, Kanada

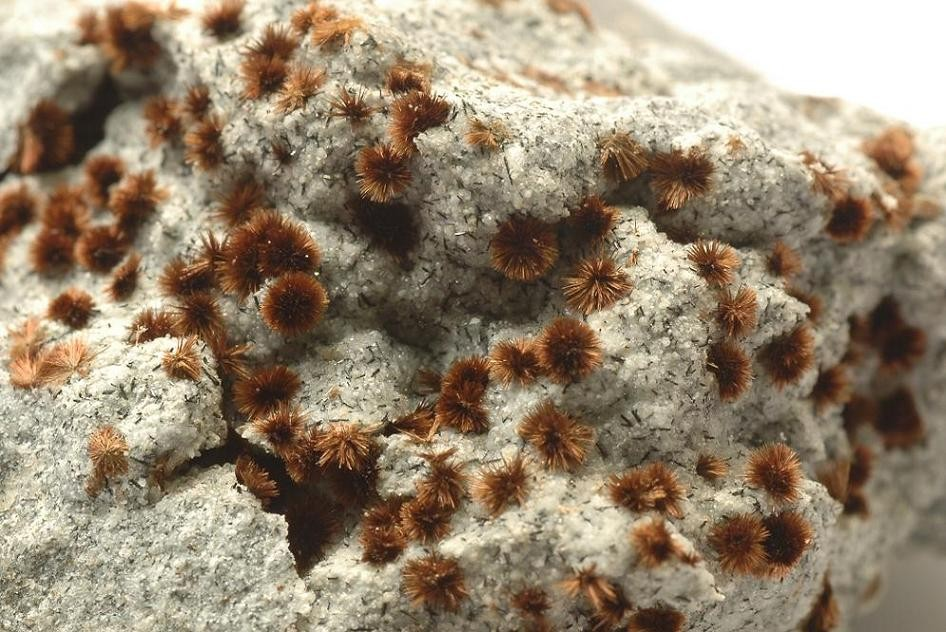
Rötlichbraune Tuperssuatsiait-Aggregate aus den Aris-Steinbrüchen, Namibia (Sichtfeld 3 cm)

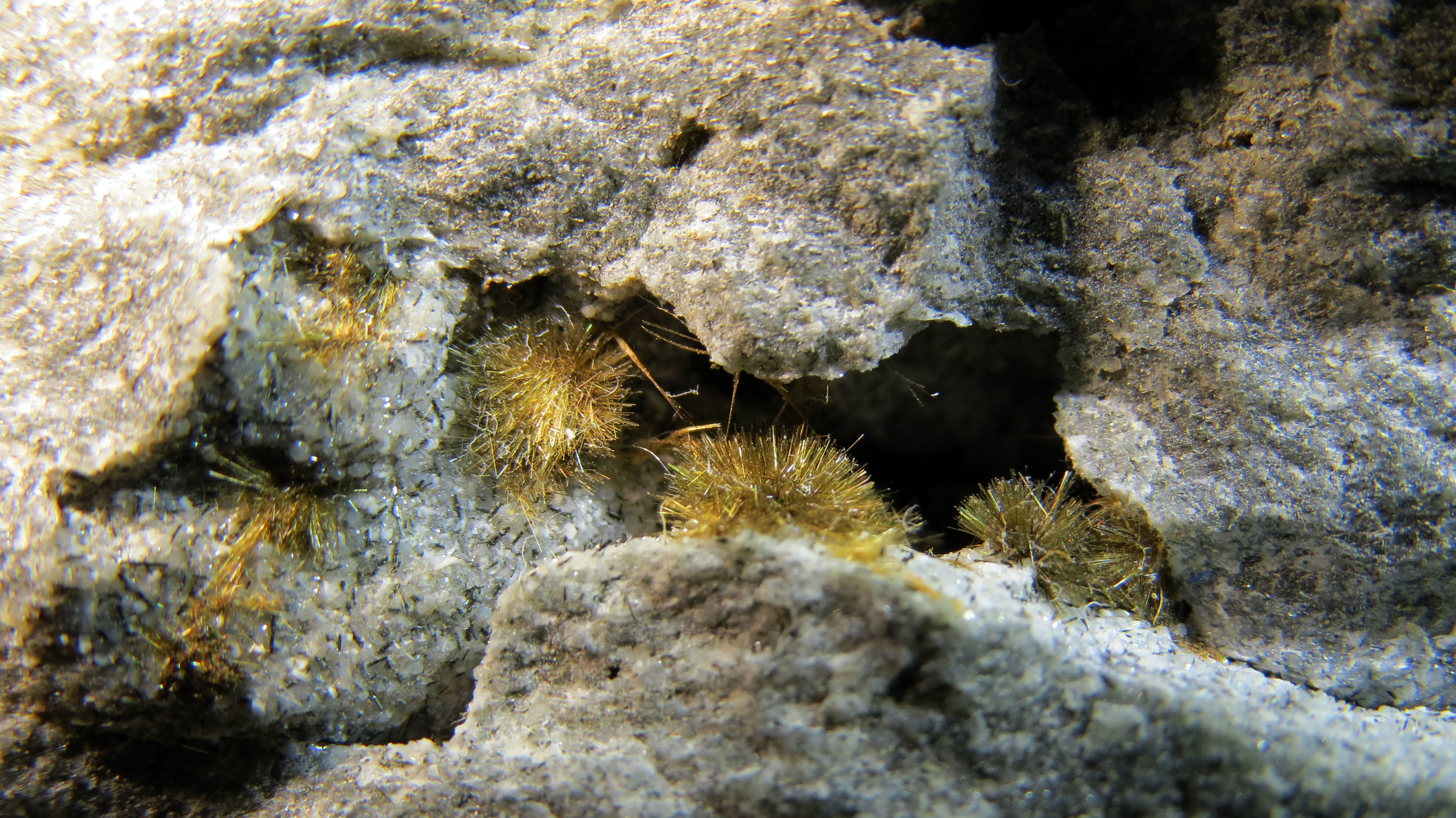
Goldgelbe Tuperssuatsiait-Büschel aus dem gleichen Fundort

Tuperssuatsiait bildet sich als späte Ausfällung in Hohlräumen niedriggradiger Adern. An seiner Typlokalität in der Tuperssuatsiat-Bucht fand sich das Mineral in Paragenese mit Aegirin, Albit, Natrolith, Orthoklas, Sodalith und Steenstrupin.
Als seltene Mineralbildung konnte Tuperssuatsiait bisher nur an wenigen Orten nachgewiesen werden, wobei weltweit bisher etwas mehr als 10 Fundstätten dokumentiert sind (Stand 2021). Außer an der genannten Typlokalität trat das Mineral in Grönland noch am Nordufer des Tunulliarfik-Fjords sowie in den Lilleelv-Pegmatiten im Kangerdluarssuq-Fjord (auch Kangerluarsuk) in der gleichen Kommune auf.
Bekannte Fundstätten für gut ausgebildete Tuperssuatsiaite sind die „Aris-Steinbrüche“ (Ariskop Quarry und Railway Quarry) mit Phonolithen und trachybasaltischen Gängen nahe dem gleichnamigen Ort etwa 25 km südlich von Windhoek in Namibia mit fast seeigelähnlich rötlichbraunen, aber auch goldgelben Aggregaten. Hier traten neben einigen der bereits genannten noch weitere Begleitminerale wie Analcim, Apophyllit, Aragonit, Bastnäsit, Eudialyt, Makatit, Mikroklin, Villiaumit und Titanit hinzu.
Innerhalb von Europa fand sich Tuperssuatsiait bisher nur in einem pegmatitischen Natrolith-Stock am Berg Karnassurt im Lowosero-Tundra-Massiv auf der Halbinsel Kola in der russischen Oblast Murmansk.
Weitere bisher bekannte Fundorte sind der Steinbruch Bortolan bei Poços de Caldas im brasilianischen Bundesstaat Minas Gerais, die Steinbrüche Poudrette am Mont Saint-Hilaire und Demix-Varennes nahe Varennes und Saint-Amable in der kanadischen Provinz Québec mit ebenfalls goldgelben, haarförmigen Tuperssuatsiaitfunden und der Wind Mountain im Otero County des US-Bundesstaates New Mexico.